# 증수연예옥중가인
증수연예옥중가인(增修演藝獄中佳人)은 1926년에 경성서적조합에서 간행한 활자본으로 정북평의 창본이다. 이 책의 내용은 《열녀춘향수절가》와 같은 것이 특징이다. 